# Feronia (Mythologie)

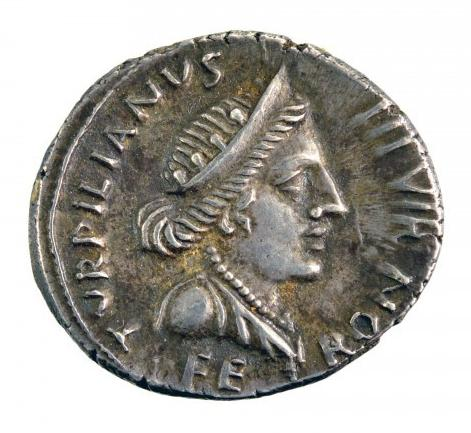
Silbermünze (Denar) des Münzmeisters Petronius Turpillianus aus der Zeit des Kaisers Augustus mit Büste der Feronia

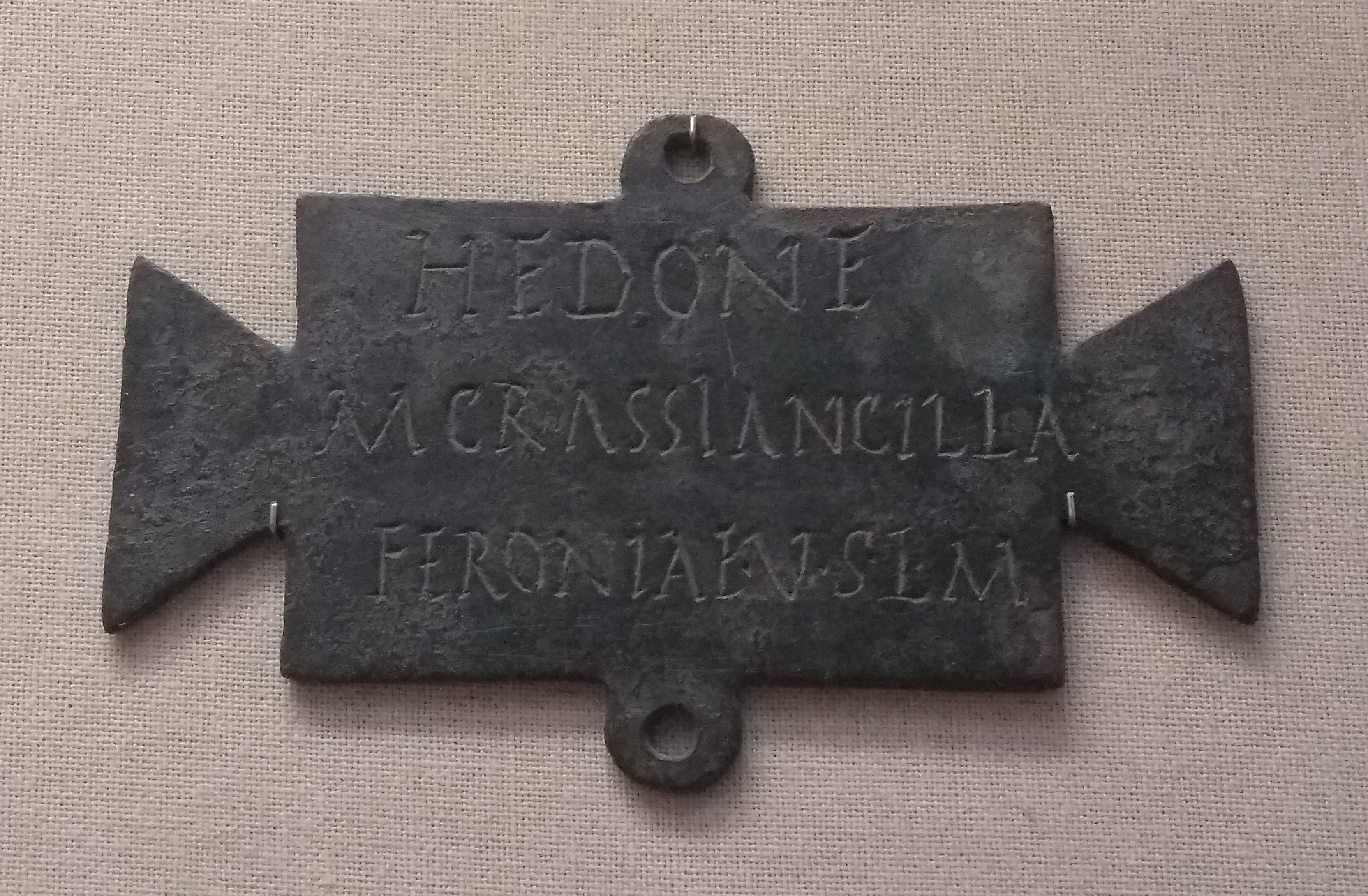
Bronzeblättchen in Form einer Tabula ansata mit Weihinschrift für Feronia

Feronia war eine altitalische, auch in Rom verehrte Göttin. Sie war angeblich sabinischen Ursprungs, dem Iuppiter Anxur oder dem Apollo Soranus beigesellt, daher wird sie auch Iuno Feronia genannt.
Da sie die Blumenliebende heißt und mit Proserpina zusammengestellt wird, hat man in ihr wohl eine Frühlings- und Erdgöttin zu sehen.
An ihrem Fest in Trebula Mutuesca im Sabinischen wurden ihr Blumen und Erstlingsfrüchte dargebracht; dazu fand ein Markt statt, der zu den am meisten besuchten Märkten von ganz Italien gehörte.
Ein anderes berühmtes Heiligtum der Göttin war Lucus Feroniae in Etrurien. Weitere Heiligtümer gab es in Amiternum, Tarracina sowie bei den Vestinern, Umbriern und im Picenum.
Feronia war auch Schutzgöttin der Freigelassenen. Nach praenestinischer Sage hatte sie ihrem Sohn Herilus drei Seelen gegeben, so dass er dreimal von Euandros getötet werden musste.